# WebDrive
WebDrive ist eine für die Betriebssysteme Microsoft Windows und macOS verfügbare Software, welche dem Benutzer das Einbinden von über das Netzwerk verfügbaren Laufwerken in die gewohnte Arbeitsumgebung erlaubt. Dies wird dadurch erreicht, dass der Server-Speicherplatz im Falle von Microsoft Windows als Laufwerksbuchstabe und im Falle von macOS als weiteres Volume im System dargestellt wird.
Aktuell werden folgende Servertypen unterstützt:
- Box.com
- Amazon Cloud Services
- Amazon S3
- Dropbox
- Group Drive
- SharePoint/Office 365
- OneDrive
- FTPS (FTP über SSL)
- SFTP (Secure File Transfer Protocol)
- HTTP/S
- WebDAV/S

## Historie
Das erste Release der Software des Herstellers South River Technologies datiert in das Jahr 1997 und stellte seinerzeit das erste und einzige Produkt seiner Art unter Windows 95 dar. Die aktuelle Version 11.0 ist sowohl in einer 32- als auch einer nativen 64-bit-Variante für die Windows-Plattform verfügbar. Neben der englischen Originalversion existieren Lokalisierungen in den Sprachen deutsch, französisch und japanisch.

## Realisierung
WebDrive setzt auf Microsofts TCP/IP-Stack auf und verknüpft eine Serververbindung mit einem virtuellen, lokalen Laufwerksbuchstaben. Die Einrichtung einer neuen Verbindung wird durch einen leicht verständlichen Assistenten unterstützt. Durch die Umsetzung der Verbindung als lokales Laufwerk stehen die Serververbindungen auch in MS-DOS-Eingabeaufforderungen und damit auch sämtlichen DOS-basierten Programmen zur Verfügung. Benutzern ist der Zugriff auf die Serverdaten intuitiv zugänglich, und eine Einarbeitung in klassische Client-Software entfällt.

Eine unbeaufsichtigte Installation der Software wird vollständig unterstützt. Die Konfigurationsdaten werden in der Windows-Registrierungsdatenbank abgelegt, was in großen Umgebungen ein automatisiertes Verteilen der Lösung auf Desktop-Arbeitsplätze mithilfe von beispielsweise Gruppenrichtlinien erlaubt.